# ویلفرد هوبر
ویلفرد هوبر (ایتالیایی: Wilfried Huber؛ زادهٔ ۱۵ نوامبر ۱۹۷۰) لژسوار اهل ایتالیا است.
او در شش المپیک زمستانی در سال‌های ۱۹۸۸، ۱۹۹۲، ۱۹۹۴، ۱۹۹۸، ۲۰۰۲ و ۲۰۰۶ شرکت کرد.